# بيلي هولاند
بيلي هولاند (بالإنجليزية: Billy Holland)‏ هو لاعب كرة قاعدة أمريكي، (ولد في ألاباما في الولايات المتحدة فبراير 1874 – القرن 20 م).